# Xenodike (Tochter des Minos)
Xenodike (altgriechisch Ξενοδίκη Xenodíkē) war die Tochter des kretischen Königs Minos entweder mit Pasiphae, Tochter der griechischen Mondgöttin Perse, oder mit Krete, der namengebende Nymphe der Insel Kreta.
Als Tochter der Pasiphae war sie die Schwester von Akakallis, Androgeos, Ariadne, Deukalion, Glaukos, Katreus und Phaidra.